# Пенху
Пенху (Пенхуледао, Пескадорски острови) (на китайски: 澎湖群岛; на пинин: Pénghú Qúndǎo; на португалски: Ilhas Pescadores, „рибар“) е архипелаг в северната част на Южнокитайско море, в югоизточната част на Тайванския проток, край югозападния бряг на остров Тайван.

## Географска характеристика
Архипелагът се състои от 64 острова с обща площ 127 km². Най-големи острови са Магун (67 km²), Байша (20 km²), Сиюй (19 km²). Населението към 2014 г. наброява 102 000 души. В релефа преобладават плоските базалтови плата с височина до 48 m. Бреговете на островите са силно разчленени от многочислени малки заливчета. Климатът е тропичен, мусонен с годишна сума на валежите над 1000 mm с максимум през лятото. Често явление през есента са тайфуните. Основен поминък на населението са земеделието (отглеждане на сладки картофи, фъстъци, маис, просо) и риболовът.

## Историческа справка
Първите преселници от Китай на островите се появили през III век пр. Хр. Съгласно китайските летописни сведения, в края на VI век императорската династия Суй е изпратила пълководеца Чан Лън за управител на островите. През периода на монголското господство в Китай било учредено (1360 г.) бюро по надзора на Пенху. При династията Мин (1368 – 1644) в края на XV век на архипелага са разквартирувани китайски войски. През 1623 островите са завладени от холандците, които след това дебаркират и на остров Тайван, но през 1661 – 62 г. войската на китайския пълководец Джън Чън Хун ги изгонва оттам. В резултата от японско-китайската война (1894 – 95 г.) Пенху и тайван са отвоювани от японските империалисти. През 1945 г., след разгрома на Япония във Втората световна война, те са присъединени към Китай. През 1949 г., след свалянето в Китай на властта на Гоминдан, остатъците от чанкайшистките войски са евакуирани на Пенху и Тайван.